# Hvor er far?
Hvor er Far? er en dansk spillefilm fra 1948 instrueret af Charles Tharnæs efter manuskript af Charles Tharnæs og Edith Rode.

## Handling
Fabrikant Mads Juehl, der i forening med sin kompagnon Møller er indehaver af barnevognsfabrikken "Fortuna", er en mand med sans for livets mange små fornøjelser. Til trods for at firmaets fundament efterhånden står på vaklende fødder, nægter han sig ikke et stort privatforbrug, og Møller har mest lyst til at sælge sin andel i firmaet. Men hans venskabelige følelser for Juehl holder ham alligevel knyttet til firmaet, og den unge fuldmægtige, Victor Pethersen, mener at firmaet nu må gennemgå en foryngelseskur.

## Medvirkende
- Johannes Meyer
- Randi Michelsen
- Ellen Gottschalch
- Kai Wilton
- Helle Virkner
- Preben Mahrt
- Ib Schønberg
- Lise Thomsen
- Preben Lerdorff Rye
- Svend Bille